# Dendronephthya chimmoi
Dendronephthya chimmoi is een zachte koraalsoort uit de familie Nephtheidae. De koraalsoort komt uit het geslacht Dendronephthya. Dendronephthya chimmoi werd in 1908 voor het eerst wetenschappelijk beschreven door Harrison. 